# Marian Oleś
Marian Oleś (8 décembre 1934 - 24 mai 2005) est un prélat polonais de l'Église catholique qui a travaillé au service diplomatique du Saint-Siège et à la Curie romaine.

## Biographie
Marian Oleś est né le 8 décembre 1934 à Miastkowo (pl), en Pologne. Enfant, il est exilé de Pologne avec sa famille par les Soviétiques et ils vivent en Sibérie, en Perse et en Inde, et son éducation précoce a lieu en Inde et en Angleterre
Il est ordonné prêtre le 9 juillet 1961.
Il rejoint le service diplomatique du Saint-Siège et ses premières affectations sont l'Équateur, l'Indonésie, l'Iran et le Portugal. Il passe ensuite dix ans à Rome où il travaille à la Congrégation pour les évêques
Le 28 novembre 1987, le pape Jean-Paul II le nomme archevêque titulaire de Ratiaria (de) et pro-nonce apostolique en Irak (en) et au Koweït (en). Il reçoit la consécration épiscopale de Jean-Paul II le 6 janvier 1988 avec comme co-consécrateurs Eduardo Martínez Somalo et Giovanni Battista Re.
Son mandat à Bagdad, en Irak, coïncide avec les derniers mois de la guerre Iran-Irak et, après une brève période de paix, avec la guerre du Golfe
Le 9 avril 1994, Jean-Paul le nomme nonce apostolique au Kazakhstan (en), au Kirghizistan (en) et en Ouzbékistan (en). Il devint nonce apostolique le 28 décembre 1996 au Tadjikistan (en) également
Il estime que les peuples d'Asie centrale sont liés aux communautés religieuses par la tradition plutôt que par l'engagement et a déclaré à un intervieweur : « Je n'aime pas utiliser des termes comme »chrétiens« , “orthodoxes” ou »musulmans". Je préfère parler de personnes issues d'une tradition chrétienne ou musulmane, car je pense que la plupart des habitants d'Asie centrale n'ont pas encore décidé à quelle religion ils veulent appartenir". Il a identifié la langue comme un obstacle majeur à l'évangélisation : "À quelques exceptions près, aucun prêtre ne maîtrise les langues locales. Certains d'entre eux parlent très bien le russe. Presque aucun ne parle les langues du Kazakhstan, du Kirghizistan, du Tadjikistan, de l'Ouzbékistan et du Turkménistan. C'est un problème - et un grand problème."
Le pape Jean-Paul II visite le Kazakhstan alors qu'Oleś y est nonce
Le 11 décembre 2001, Jean-Paul le nomme nonce apostolique en Macédoine (en) et en Slovénie
Marian Oleś met fin à son mandat de nonce en mai 2002, après la nomination de Giuseppe Leanza pour lui succéder en Macédoine et en Slovénie. Trois ans plus tard, l'archevêque Marian Oleś décède inopinément le 24 mai 2005 à Varsovie à l'âge de 70 ans, après 44 ans de sacerdoce et 18 ans d'épiscopat. Il est enterré au cimetière Powązki de Varsovie.

## Succession apostolique
Javier Herrera Corona a ordonné les évêques suivants :
- Évêque Henry Theophilus Howaniec (de), O.F.M. (2000)